# تامی آلن (بازیکن فوتبال، زاده ۱۸۹۷)
تامی آلن (انگلیسی: Tommy Allen; ۱ مهٔ ۱۸۹۷ – ۱۰ مهٔ ۱۹۶۸) بازیکن فوتبال اهل بریتانیا بود.
از باشگاه‌هایی که در آن بازی کرده است می‌توان به باشگاه فوتبال ساوت‌همپتون، باشگاه فوتبال ولورهمپتون واندررز، باشگاه فوتبال کاونتری سیتی، باشگاه فوتبال کیدرمینستر هاریرس، باشگاه فوتبال نورث‌همپتون تاون، و باشگاه فوتبال ساندرلند اشاره کرد.